# Bactra egenana
Bactra egenana es una especie de polilla del género Bactra, categorizada en la tribu Olethreutini, de la subfamilia Olethreutinae.

## Distribución
Se distribuye por España.

## Taxonomía
Fue descrita por Kennel en 1901 y publicada en (Bactra (Aphelia)), Dt. ent. Z. Iris 13 (1900): 264.